# Augustinus Hunnaeus
Augustinus Hunnaeus (Mechelen, 29 luglio 1521 – Lovanio, 10 settembre 1577 o 8 settembre 1578) è stato un teologo tedesco.
Studiò nella sua città natale e insegnò teologia a Lovanio. Conosceva greco ed ebraico e contribuì alla Bibbia poliglotta di Filippo II.

## Opere

De sacramentis ecclesiae Christi axiomata, 1596

- De disputatione inter disceptantes, dialectice instituenda, libellus. Praeterea fundamentum logices, 1551
- Avgvstini Hvnaei Dialectica Sev, Generalia Logices praecepta omnia, quaecunq[ue] praecipuè ex toto Aristotelis organo, ad ediscendum proponi consueuerunt: Priùs quidem iuxta ueterem translationem impressa, nunc uerò ad Ioachimi Perionij & Nicolai Grouchij uersionem accomodata ..., 1552
- Ordo ac series quinque nouorum indicum generalium diu multum que hactenus a studiosis desideratorum et nunc magna accesione in singulis suis partibus locupletatorum, 1582
- De sacramentis ecclesiae Christi axiomata, Venezia, Francesco De Franceschi, 1596.